# آبزاک
آبزاک (به فرانسوی: Abzac) یک کمون است که در کانتون کنفلان-سود واقع شده‌است.

## خصوصیات
آبزاک ۳۳٫۳۵ کیلومترمربع مساحت و ۴۹۶ نفر جمعیت دارد و ۲۰۰ متر بالاتر از سطح دریا واقع شده‌است.